# GTF2H4
La subunidad 4 del factor iniciador de la transcripción IIH (GTF2H4) es una proteína codificada en humanos por el gen gtf2H4.

## Interacciones
La proteína GTF2H4 ha demostrado ser capaz de interaccionar con:
- MED21[3]
- GTF2F1[3]
- Proteína de unión a TATA[3]
- XPB[4][5]
- POLR2A[3]
- TFIIB[3]